# Schoenorchis pachyacris
Schoenorchis pachyacris är en orkidéart som först beskrevs av Johannes Jacobus Smith, och fick sitt nu gällande namn av Johannes Jacobus Smith. Schoenorchis pachyacris ingår i släktet Schoenorchis och familjen orkidéer. Inga underarter finns listade i Catalogue of Life.